# Kismet (1931)
Kismet ist ein deutschsprachiger US-Spielfilm aus dem Jahre 1930 von Wilhelm Dieterle. Die Hauptrollen spielen Gustav Fröhlich und Dita Parlo. Die Geschichte basiert auf dem gleichnamigen Bühnenstück (1911) von Edmund Knoblock.

## Handlung
Die Geschichte beginnt in der Moderne, der Gegenwart. Eine europäische Reisegruppe kommt nach Bagdad und wird sofort von Einheimischen, allen voran von Bettlern, umringt. Auf den Stufen einer Moschee hebt eine der Touristinnen einen Stein auf, der eine seltsame Inschrift besitzt, die sie aber nicht deuten kann. Der Reiseleiter übersetzt ihr die Bedeutung der Worte, die zugleich die Bedeutung von „Kismet“ erklären: „Was das Schicksal spinnt, das allein hat Bestand – was der Mensch ersinnt, ist vor Allah nur Tand – Kismet, Kasim.“ Der Reiseleiter beginnt das Schicksal, also Kismet, von Kasim, einem alten Bettler aus längst vergangenen Zeiten, nachzuerzählen.
Eben jener Kasim, ein Bettler und Dieb, hatte vor Jahrhunderten an eben diesem Platz auf den Stufen der Moschee gesessen und für sich und seine Tochter, die schöne Miriam, um milde Gaben gebeten. Der Kalif von Bagdad, der mehr über sein einfaches Volk wissen wollte, hatte sich als Bauer verkleidet und sich unter die Menschen begeben, um von ihren Nöten zu erfahren. Als er Miriam sah, war es um ihn geschehen: Er verliebte sich sofort ihn sie. Zur selben Zeit plante der machtbesessene Polizei-Wesir, den allzu menschenfreundlichen Kalifen zu beseitigen. Als er Kasim sah, der soeben zu einem etwas größeren Geldbetrag gekommen war und zum Segen seiner Tochter in Bestelllaune war, überlegten der Wesir und seine rechte Hand, ob und wie man Kasim bei der Ermordung des Herrschers benutzen könnte.
Der Zufall kommt den beiden Verschwörern zu Hilfe. Kasim, aufgrund Miriams Liebe zum Kalifen mittlerweile im Kalifenpalast ansässig, hat von der erlangten Geldsumme mehrere Kostbarkeiten bestellt und in den Herrscherpalast liefern lassen. Da Miriam nichts vom „neuen Reichtum“ des Vaters weiß und treuherzig erklärt, ihr Vater sei doch nur ein armer Bettler und könnte diese Bestellungen überhaupt nicht bezahlen, glaubt man im Palast jedoch, dass Kasim ein Gauner und Dieb sei. Der unschuldige Mann wird dazu verurteilt, eine Hand zu verlieren. Aus diesem Urteil „befreit“ ihn der Wesir, indem er Kasim anbietet, nicht verstümmelt zu werden, sollte er sich bereit erklären, den Kalifen zu ermorden. Um seiner Forderung Nachdruck zu verleihen, entführt der Schurke kurzerhand Miriam. Kasim beugt sich nolens volens und versucht, den Kalifen zu erdolchen. Doch der Anschlag misslingt. Das Schicksal hat dies so vorbestimmt, ebenso, dass stattdessen der Großwesir, ein Vertrauter des Kalifen, getroffen wird. Der Kalif erkennt die schurkische Rolle des Polizei-Wesirs, befreit Miriam und lässt die Entführte wieder in seinen Palast bringen. Kasim wird begnadigt und behält seine Hand. Kismet.

## Produktionsnotizen
Kismet, die deutsche Version des gleichnamigen US-Films von John Francis Dillon, entstand im November/Dezember 1930 in den Warner Studios in Hollywood und wurde am 23. Juni 1931 in Berlins Marmorhaus uraufgeführt. 